# Прапор Березанського району
Пра́пор Береза́нського райо́ну затверджений 27 травня 2004 року рішенням Березанської районної ради.
Автор проєкту прапора — А. Ґречило.

## Опис
Прямокутне полотнище з співвідношенням сторін 2:3 складається з трьох горизонтальних смуг: жовтої, синьої та білої (1:2:1). У центрі синьої смуги — жовтий давньоримський човен.